# Dobrocsna
Koordináták: é. sz. 48,8318°, k. h. 18,4808°48.831800°N 18.480800°E
Dobrocsna (szlovákul Dobročná) Lestyén településrésze, korábban önálló falu Szlovákiában, a Trencséni kerületben, a Privigyei járásban.

## Fekvése
Privigyétől 15 km-re északnyugatra fekszik. Lestyén északkeleti részét alkotja a Nyitrica-patak bal partján.

## Története
A település a 13. század közepén keletkezett. A 14. században határában megindult az aranybányászat. A 15. század második felében Dobrocsna 11 házával a közepes nagyságú falvak közé számított. A 18. században a Rudnay család birtoka volt.
A 18. század végén Vályi András így ír róla: „DOBROCSNA. Tót falu Nyitra Vármegyében, lakosai katolikusok, fekszik Kosztolnafalvához nem meszsze, mellyhez hasonlító, ’s ennek filiája.”
Fényes Elek 1851-ben kiadott geográfiai szótárában így ír a faluról: „Dobrocsna, Nyitra m. tót falu, Kosztolánfalva filial. 261 kath. lak. F. u. többen.”
Borovszky Samu monográfiasorozatának Nyitra vármegyét tárgyaló része szerint: „Dobrocsna, az e községről elnevezett regényes völgyben, szintén a Belanka-patak mellett fekvő tót falu, 260 r. kath. vallásu lakossal. Postája Nyitra-Rudnó, táviró- és vasúti állomása Ny.-Novák. Határában hajdan aranybánya volt. Földesurai szintén a Rudnayak voltak. A XIII. században »Bükk« (Bykk) volt a neve, de 1337-ben már mint »Dobrochnya« fordul elő.”
1910-ben 319, túlnyomórészt szlovák lakosa volt. A trianoni diktátumig Nyitra vármegye Privigyei járásához tartozott.
1943-ban Lestyénhez csatolták.

## Nevezetességei
- Szent Flórián tiszteletére szentelt római katolikus temploma.

## Lásd még
- Lestyén
- Törés